# Haddam, Kansas
Haddam är en ort i Washington County i Kansas. Vid 2020 års folkräkning hade Haddam 110 invånare.